# クレオ・ド・メロード
クレオ・ド・メロード（Cléo de Mérode, 1875年9月27日 - 1966年10月17日）は、フランスのバレエダンサーである。その美貌で名高く、ベルギー王レオポルド2世や画家グスタフ・クリムトとの交流などで知られている。

## 生涯

### 幼年期
本名をクレオパトラ＝ディアーヌ・ド・メロード（Cléopâtre-Diane de Mérode）といい、パリ5区で生まれた。幼少時から本名を短縮して、「クレオ」と呼ばれていた。オーストリアの風景画家、カール・フォン・メロード（Karl Freiherr von Merode、1853年 - 1909年）の娘という)。
自伝によると、母親のヴァンサンティア・ド・メロードがオーストリア宮廷に出仕していた頃、宮廷貴族との間になした婚姻外の子とも、その貴族とは離婚して母が女手一つで育てたともいう。ベルギーの貴族「ド・メロード」（en:de Mérode）家のオーストリア分家の血筋というのだが、系図には二人とも名は出てこない。
クレオは7歳のときにパリ・オペラ座バレエ学校に入学してバレエを学んだ。入学の翌年から、オペラの舞台に数多く出演するようになった。バレエの技量においては特に抜きんでているわけではなかったが、カドリーユからコリフェ、スジェと順調に昇格していった。
クレオについては、その美貌が幼いころから注目を集めていた。大変な美少女がオペラ座にいるという噂が広まり、著名な画家エドガー・ドガがクレオの絵を描いたのを始め、ポール・ナダールなどの有名な写真家も彼女をこぞってモデルに起用した。

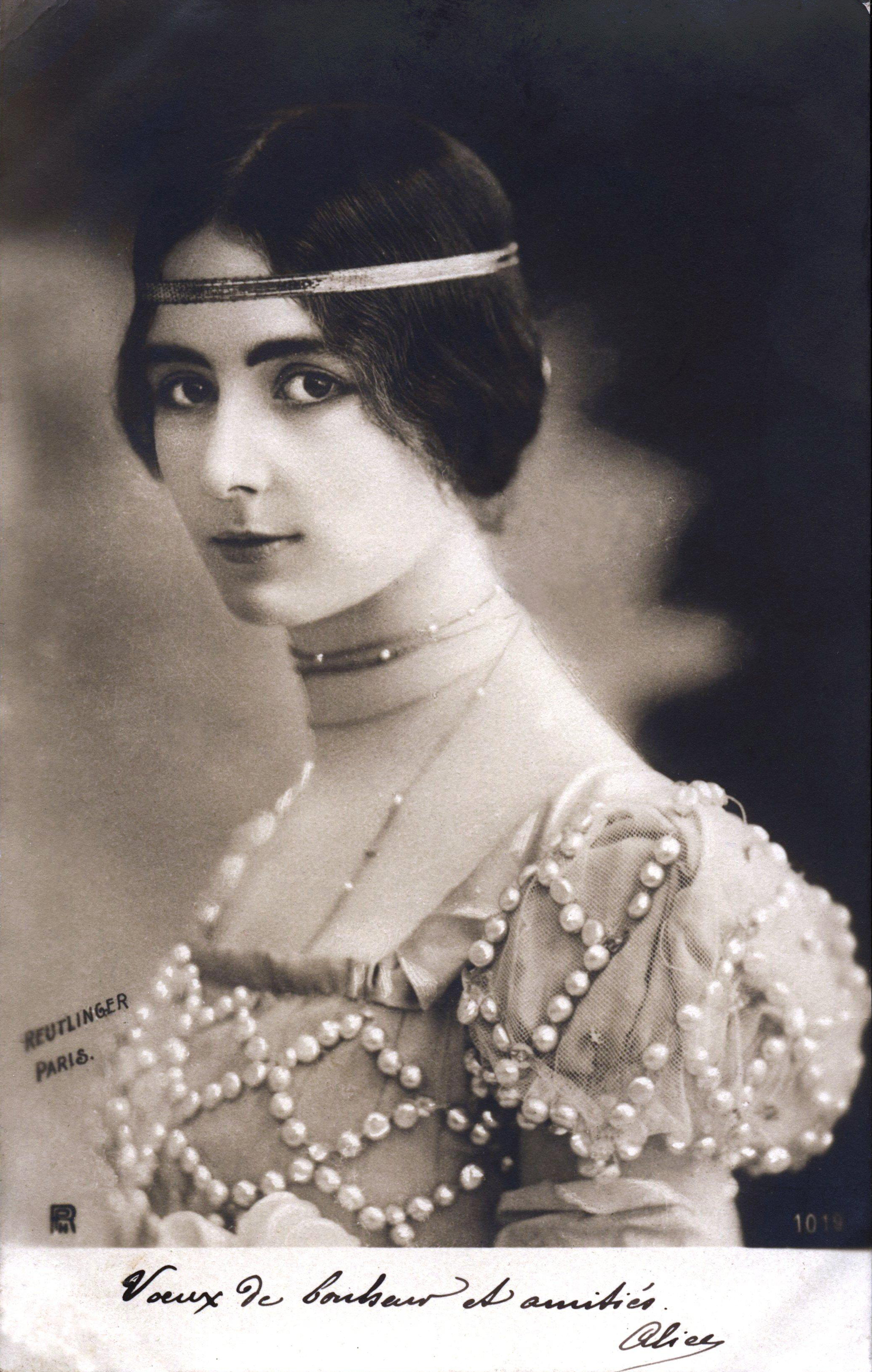
クレオを題材とした絵葉書（1901年頃）

クレオが被写体となった写真は、絵葉書となって大量に流通した。それまで絵葉書のモデルとなったのは有名な女優が中心であったが、クレオが登場した頃から少女たちがモデルとして扱われるようになった。
鈴木晶は自著『オペラ座の迷宮』（2013年）で、クレオについて「最初の現代アイドルと呼ばれることもある」と記述している。

### 名声とスキャンダル
クレオはさらに美しく成長し、バレエダンサーとしての技量よりも彼女自身の持つ魅力で広く知られるようになった。クレオの額中央で左右に分ける髪型は、当時のパリジェンヌたちの間に瞬く間に広がった。
1896年、フランスの挿絵入り新聞「イリュストラシオン」で編集主幹を務めていたルドヴィック・バシェという人物が「フランス最高の美女」を選ぶコンクールを企画した。コンクールの対象となったのは、美貌で評判の高い女優・歌手・ダンサーなど合わせて131名であった。対象者には女優のサラ・ベルナールや歌手のネリー・メルバ（デザートピーチメルバの由来として知られる）など、現代にも名声を残す女性も含まれていた。対象者の写真はアルバムにまとめられてパリの某所に置かれ、人々がそのアルバムを見て投票するという形式であった。
7000人の人々がこの投票に参加し、当時のパリで大きな話題を集めた。当時21歳のクレオはこのコンクールで優勝者となり、さらに美女としての評価を上げた。
名声と同時に、クレオにはスキャンダルもつきまとうことになった。コンクール開催と同年に、彫刻家のアレクサンドル・ファルギエール（Alexandre Falguière）がサロンにクレオの裸体像を出品した。「顔だけのモデルをつとめた」とクレオは主張したが、人々はその言葉を信用せずクレオ自身のヌードと信じ込んだ。展覧会場となったパレ・デ・シャンゼリゼには、この彫像目当ての観客が大挙して訪れた。さらにこの彫像については、クレオの裸体から直接型をとって制作されたという噂までが広まっていた。この噂について鈴木は前掲書で「ダンサーの裸体にしては豊満すぎるように見えるが」と疑念を呈している。

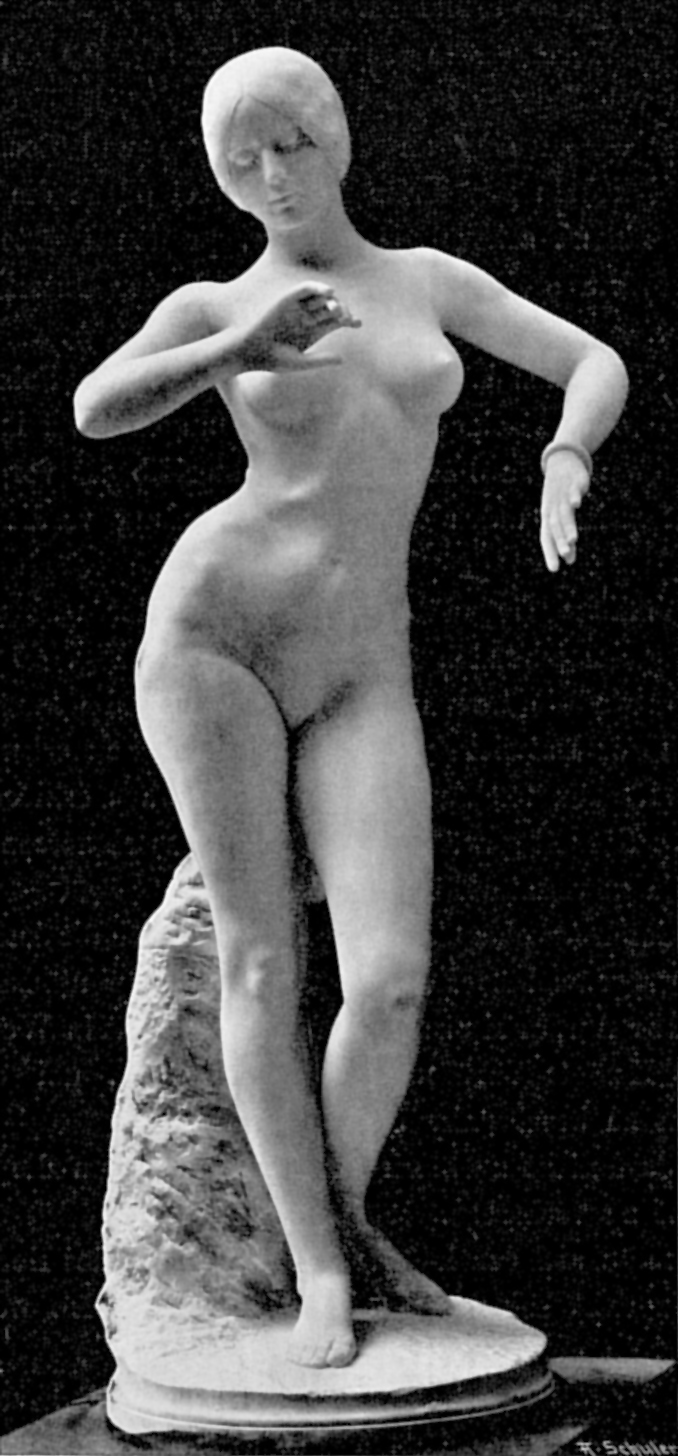
アレクサンドル・ファルギエールによるクレオの裸体像

同じ年には、ベルギー王レオポルド2世とのスキャンダルが流布された。レオポルド2世はオペラ座の舞台で、オペラ『アイーダ』を鑑賞した。この舞台でクレオは、リビアの踊り子役でバレエの場面に出演していた。当時61歳の王は、40歳近く年の離れたこのバレエダンサーの美しさに魅了され、彼女の楽屋をしばしば訪れるようになった。そのためクレオが王の新しい愛妾になったというゴシップが流され、巷間では2人の名を合わせた「クレオポルド」という言葉が流行した。このゴシップについても、クレオ自身が強く否定している。
1897年には、プルミエ・スジェの階級に昇進した。同年にクレオはオペラ座の許可を得た上で、アメリカ合衆国への旅興行に出かけている。
1900年にクレオはオペラ座を辞して、パリ万国博覧会に出演した。クレオはインドシナ館で「カンボジアの踊り」を踊って、大きな称賛を受けた。「カンボジアの踊り」について鈴木は、前掲書で「その一部は現在、YouTubeで観ることができる」と記述している。このとき、クレオはグスタフ・クリムトと出会っている。
人気絶頂の時期に、クレオはフォリー・ベルジェールへの出演を選んだ。クレオはフォリー・ベルジェールなどのミュージック・ホールで、ソロのダンサーとして出演を続けた。現役ダンサーとしての舞台は、1934年のアルカザールでの公演が最後であった。

### 晩年と謎
引退後のクレオは、急速に世間から忘れ去られることになった。クレオの名が再び世間の注目を集めたのは、1950年のことであった。
その原因となったのは、1949年6月に刊行されたシモーヌ・ド・ボーヴォワールの著作『第二の性』であった。この中でボーヴォワールは、クレオを取り上げた上で「貴族を騙った高級娼婦」と記述した。それに対してクレオは、名誉毀損として裁判を起こした。
裁判はクレオの勝訴という結果に終わり、ボーヴォワールには賠償が命じられた。ただし、この賠償金は「フラン・サンボリック」といって額面のみで実際には支払わなくてもよい性質のものであった。
実際のクレオについて、本当に貴族の出であったのかは謎のままである。クレオは1955年に長大な自伝『Le Ballet de ma vie』を出版した。
自伝の導入部は、ある貴族から「うまい名前を考えついたね」と揶揄されたクレオが激怒して証拠の書類を見せたエピソードから始まっている。マサコ・タエロンは自著『ベル・エポックの女たち-フレンチ ポストカード コレクション』（1987年）で、クレオが実際にメロード家の血を引いていたという説を採り、「にせの貴族名を名乗る女優の多い、ショー・ビジネスの世界では特異な存在だった」と書いている。同書の記述によれば、レオポルド2世が彼女の楽屋をしばしば訪れたのは、ベルギー王室と縁の深い「メロード家」の名に惹かれたためであるという。
クレオはダンスと音楽を生涯愛し続け、1910年から居住したパリ8区テエラン通り (fr) 15番地の自宅で91歳の長寿を保った。その晩年と死は穏やかなもので、死後はペール・ラシェーズ墓地に埋葬された。

## 評価と映画作品
幼年期の節ですでに記述したとおり、クレオのバレエダンサーとしての技量は傑出したものではなかった。オペラ座での最高の当たり役はベルギー出身の振付家、ジョゼフ・ハンセン（en:Joseph Hansen (dancer))振付の『エトワール』（L'Étoile、アンドレ・ウォルムセール音楽、1897年初演）の花嫁役であり、助演クラスの役柄に過ぎなかった。
クレオが歴史に名を残したのは、ひとえにその美貌によるものである。レオポルド2世やクリムトだけではなく、数々の王侯貴族や有名人がクレオを崇拝し、後援者となった。ただし、自伝によればクレオは極めて身持ちの堅い女性であり、母親に見守られながら崇拝者たちの誘惑をことごとく退け続けてきたという。
彼女がベル・エポック期におけるクルチザンヌ（高級娼婦）と名指しされたのは、レオポルド2世とのゴシップによるといわれる。やがてクレオは、19世紀末とベル・エポックを代表する美女としてその名を歴史にとどめることになった。
クレオを題材とした映画は、1926年と2006年にそれぞれ製作されている。クレオが存命中の1926年に製作された『Frauen der Leidenschaft』は、ロルフ・ランドルフ（de:Rolf Randolf）が監督したドイツ映画である。クレオ役はアメリカ合衆国・イリノイ州生まれの女優フェルン・アンドラが演じた。
2006年に製作された映画は、クレオとクリムトのエピソードに焦点をあてたものである。この映画『クリムト』ではサフロン・バロウズがクレオ（映画での役名はレア・ド・カストロ Lea de Castro）、ジョン・マルコヴィッチがクリムト役を演じている。

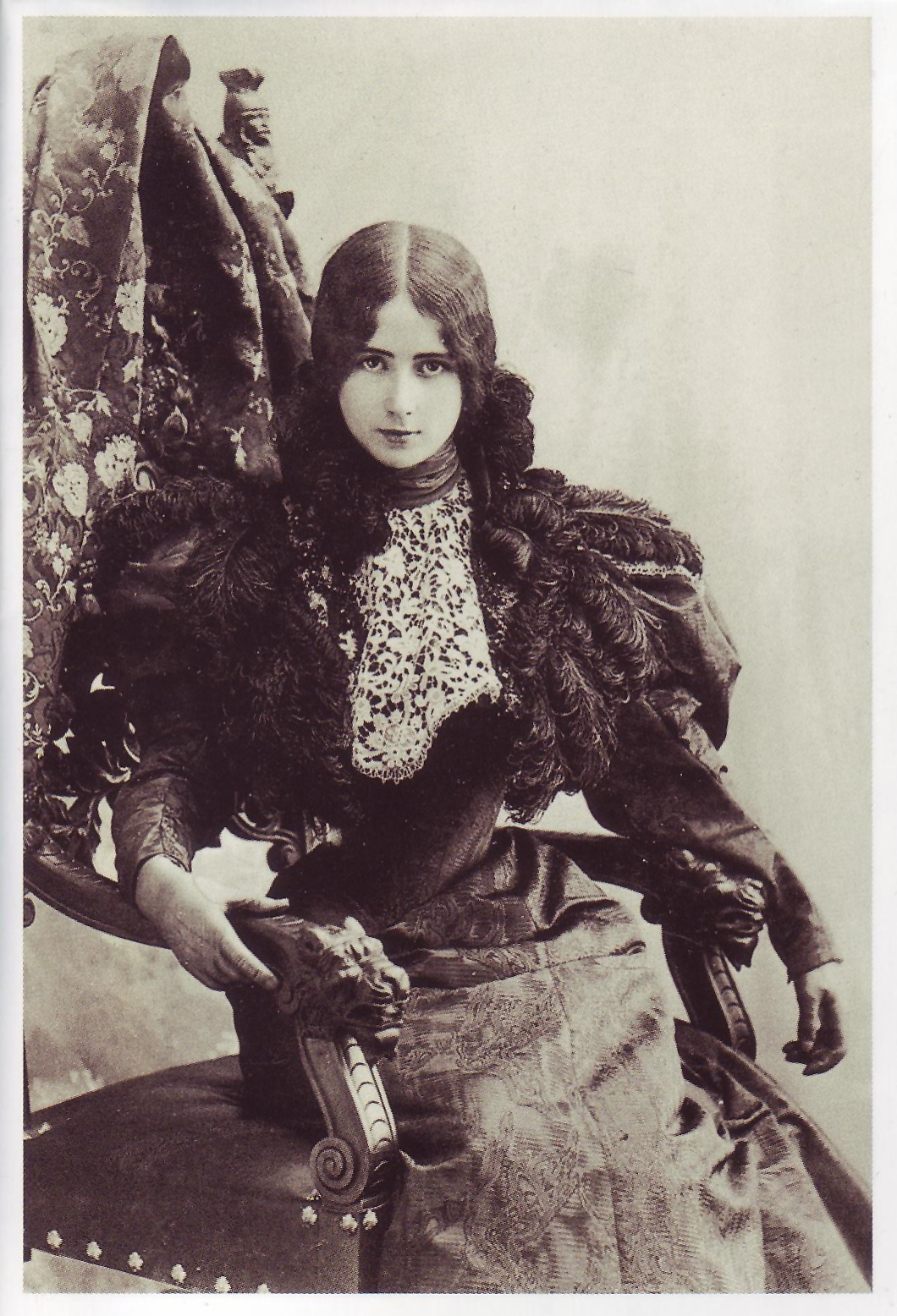
1895年頃
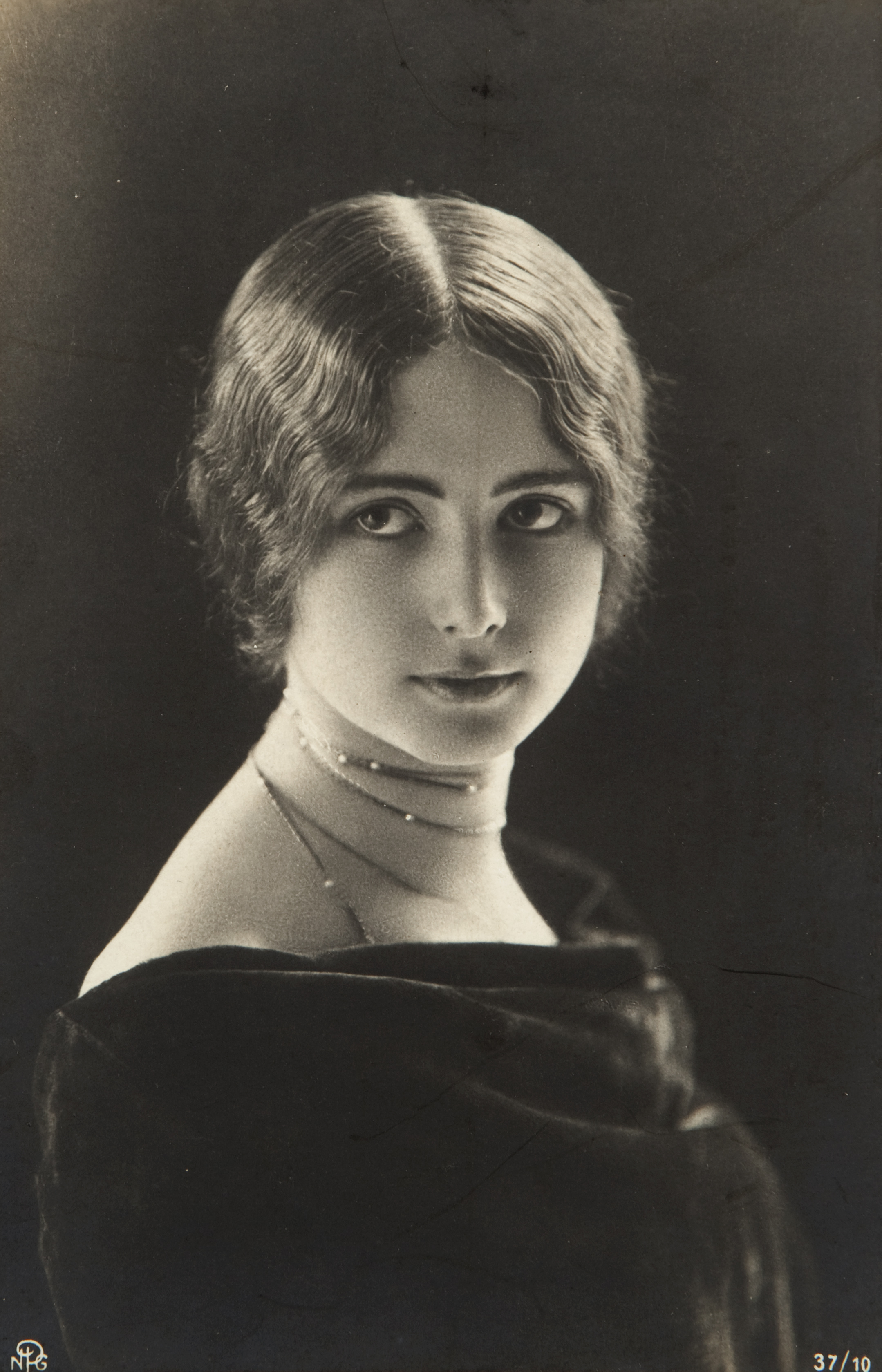
1903年頃
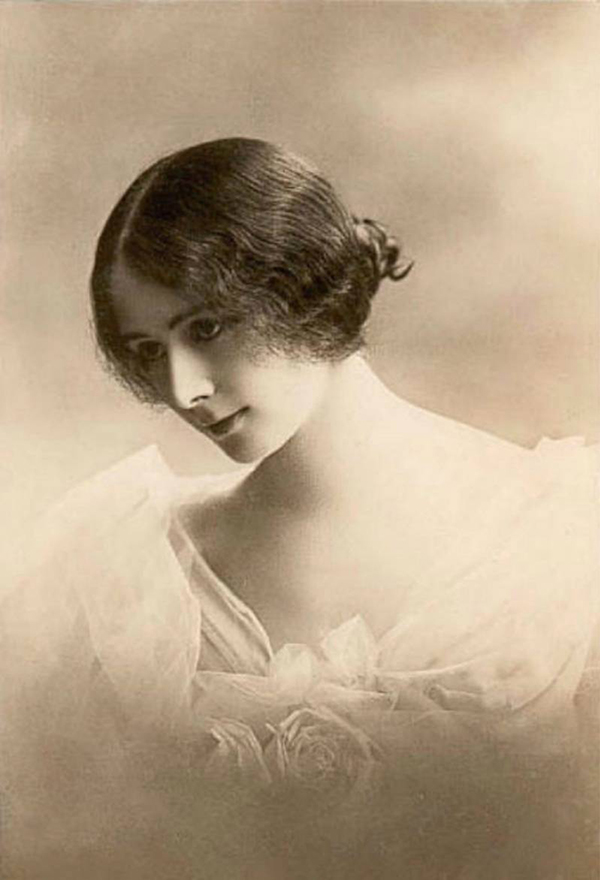
1910年頃